# Gonystylus eximius
Gonystylus eximius är en tibastväxtart som beskrevs av Airy Shaw. Gonystylus eximius ingår i släktet Gonystylus och familjen tibastväxter. Inga underarter finns listade i Catalogue of Life.